# Ray McCallum, Jr.
Pour les articles homonymes, voir McCallum.
Ray McCallum, Jr., né le 12 juin 1991, est un joueur américain de basket-ball. Il évolue au poste de meneur. Il est le fils de Ray McCallum (en), entraîneur de plusieurs grandes équipes universitaires.

## Biographie

### Carrière universitaire
Le 27 avril 2013, McCallum annonce qu'il quitte Détroit (en) après sa saison junior et qu'il se présente à la draft 2013 de la NBA.

### Carrière professionnelle

#### Kings de Sacramento (2013-2015)
Il est sélectionné par les Kings de Sacramento à la 36e position.
Le 18 juillet 2013, il signe avec les Kings après la NBA Summer League 2013 où il tournait à 12,6 points par match. Le 21 novembre 2013, il est envoyé aux Bighorns de Reno en D-League. Six jours plus tard, il est rappelé par les Kings. Le 13 janvier 2014, il est renvoyé chez les Bighorns. le 21 janvier 2014, il est rappelé par les Kings. Le 2 avril 2014, il réalise son record de points en carrière avec 27 points lors de la victoire des siens 107 à 102 contre les Lakers de Los Angeles.
En juillet 2014, McCallum participe à la NBA Summer League 2014 avec les Kings et est nommé MVP de la finale que les Kings remportent.
Le 27 février 2015, il réalise son meilleur match de la saison en marquant 20 points lors de la défaite chez les Spurs de San Antonio.

#### Spurs de San Antonio (2015-2016)
Le 9 juillet 2015, il est transféré aux Spurs de San Antonio contre un second tour de draft 2016.
Le 30 octobre, il fait ses débuts avec les Spurs où il marque deux points et intercepte deux ballons lors de la victoire 102 à 75 contre les Nets de Brooklyn. Durant la saison 2015-2016, il est envoyé plusieurs fois chez les Spurs d'Austin, l'équipe de D-League affiliée à San Antonio.
Le 29 février 2016, il est libéré par les Spurs.

#### Un parcours chaotique (2016-2017)
Le 12 mars 2016, McCallum signe un contrat de dix jours avec les Grizzlies de Memphis pour combler le nombre important de blessures. Memphis a utilisé la NBA hardship exemption pour pouvoir le signe et compter 17 joueurs dans son effectif, deux de plus que la limite fixée à quinze. Le soir-même, il fait ses débuts avec les Grizzlies qui s'inclinent 95 à 83 chez les Hawks d'Atlanta, et termine la rencontre avec treize points, quatre rebonds, deux passes décisives, deux interceptions et un contre en 27 minutes de jeu, en étant remplaçant. Le 22 mars, il signe un second contrat de dix jours avec les Grizzlies.
Le 1er avril, les Grizzlies décident de ne pas le conserver jusqu'à la fin de la saison, McCallum redevient agent libre.
Le 25 juillet 2016, il signe chez les Pistons de Détroit pour le salaire minimum sur une saison mais il est licencié par les Pistons fin octobre après 3 matches joués en pre-saison. Il passe la saison en NBA D-League avec le Drive de Grand Rapids. Il obtient toutefois deux contrats de 10 jours pendant la saison avec les Hornets de Charlotte.

#### Départ pour l'Europe
Le 1er août 2017, McCallum signe un contrat d'un an avec l'Unicaja Málaga, club de première division espagnole. Il rejoint en 2018, le club turc de Darüşşafaka.
En octobre 2021, McCallum s'engage pour une saison avec les Hamburg Towers, club allemand qui participe à l'EuroCoupe.
McCallum rejoint le Baloncesto Fuenlabrada, club espagnol de première division, début février 2022. Après 4 rencontres de piètre qualité, il s'engage jusqu'à la fin de la saison avec le BCM Gravelines Dunkerque, en championnat de France fin février 2022.
En janvier 2023, McCallum revient en France et s'engage avec Nanterre 92 où il pallie l'absence sur blessure de Justin Bibbins.

## Statistiques
Légende :
gras = ses meilleures performances

### Universitaires
| Saison    | Équipe       | Matchs | Titul. | Min./m | % Tir | % 3pts | % LF | Rbds/m. | Pass/m. | Int/m. | Ctr/m. | Pts/m. |
| --------- | ------------ | ------ | ------ | ------ | ----- | ------ | ---- | ------- | ------- | ------ | ------ | ------ |
| 2010-2011 | Détroit (en) | 33     | 33     | 33,3   | 44,0  | 31,2   | 69,1 | 4,73    | 4,82    | 1,64   | 0,15   | 13,52  |
| 2011-2012 | Détroit      | 36     | 35     | 33,7   | 45,8  | 24,0   | 76,6 | 4,53    | 3,97    | 1,58   | 0,19   | 15,42  |
| 2012-2013 | Détroit      | 33     | 33     | 36,6   | 49,1  | 32,3   | 71,7 | 5,06    | 4,45    | 1,94   | 0,61   | 18,70  |
| Carrière  |              | 102    | 101    | 34,5   | 46,5  | 29,0   | 72,3 | 4,76    | 4,40    | 1,72   | 0,31   | 15,86  |

### Professionnelles

#### Saison régulière NBA
| Saison    | Équipe      | Matchs | Titul. | Min./m | % Tir | % 3pts | % LF | Rbds/m. | Pass/m. | Int/m. | Ctr/m. | Pts/m. |
| --------- | ----------- | ------ | ------ | ------ | ----- | ------ | ---- | ------- | ------- | ------ | ------ | ------ |
| 2013-2014 | Sacramento  | 45     | 10     | 19,9   | 37,7  | 37,3   | 74,4 | 1,76    | 2,67    | 0,49   | 0,20   | 6,22   |
| 2014-2015 | Sacramento  | 68     | 30     | 21,1   | 43,8  | 30,6   | 67,9 | 2,65    | 2,76    | 0,66   | 0,16   | 7,40   |
| 2015-2016 | San Antonio | 31     | 3      | 8,3    | 40,3  | 31,2   | 90,0 | 1,00    | 1,06    | 0,16   | 0,13   | 2,19   |
| 2015-2016 | Memphis     | 10     | 3      | 21,9   | 35,4  | 38,5   | 60,0 | 2,70    | 0,70    | 0,30   | 1,50   | 6,90   |
| Carrière  |             | 154    | 46     | 18,2   | 40,8  | 33,5   | 71,1 | 1,99    | 2,39    | 0,51   | 0,18   | 5,97   |

Dernière mise à jour le 13 avril 2016.

#### Playoffs NBA
McCallum Jr. n'a pas encore participé aux playoffs NBA.

#### Saison régulière D-League
| Saison    | Équipe | Matchs | Titul. | Min./m | % Tir | % 3pts | % LF | Rbds/m. | Pass/m. | Int/m. | Ctr/m. | Pts/m. |
| --------- | ------ | ------ | ------ | ------ | ----- | ------ | ---- | ------- | ------- | ------ | ------ | ------ |
| 2014-2015 | Reno   | 7      | 7      | 35,8   | 46,2  | 39,3   | 67,9 | 3,43    | 4,29    | 2,00   | 0,29   | 20,00  |
| 2015-2016 | Austin | 9      | 9      | 38,6   | 43,1  | 37,5   | 75,0 | 3,89    | 4,78    | 1,33   | 0,22   | 17,11  |
| Carrière  |        | 16     | 16     | 37,4   | 44,5  | 38,2   | 71,4 | 3,69    | 4,56    | 1,62   | 0,25   | 18,38  |

Dernière mise à jour le 30 janvier 2016.

## Records en NBA
Les records personnels de Ray McCallum, Jr., officiellement recensés par la NBA sont les suivants :
| Type statistique           | Saison régulière | Saison régulière                                             | Saison régulière           |
| Type statistique           | Record           | Adversaire                                                   | Date                       |
| -------------------------- | ---------------- | ------------------------------------------------------------ | -------------------------- |
| Points                     | 27               | Lakers de Los Angeles                                        | 2 avril 2014               |
| Paniers marqués            | 12               | Lakers de Los Angeles                                        | 2 avril 2014               |
| Paniers tentés             | 22               | Lakers de Los Angeles                                        | 2 avril 2014               |
| Paniers à 3 points réussis | 4                | @ Trail Blazers de Portland                                  | 9 avril 2014               |
| Paniers à 3 points tentés  | 6                | 76ers de Philadelphie Timberwolves du Minnesota              | 24 mars 2015 7 avril 2015  |
| Lancers francs réussis     | 5                | @ Trail Blazers de Portland @ Lakers de Los Angeles          | 9 avril 2014 15 avril 2015 |
| Lancers francs tentés      | 9                | @ Lakers de Los Angeles                                      | 15 avril 2015              |
| Rebonds offensifs          | 3                | 3 fois                                                       |                            |
| Rebonds défensifs          | 7                | Timberwolves du Minnesota                                    | 7 avril 2015               |
| Rebonds totaux             | 9                | Timberwolves du Minnesota                                    | 7 avril 2015               |
| Passes décisives           | 10               | @ Pelicans de La Nouvelle-Orléans @ Warriors de Golden State | 31 mars 2014 4 avril 2014  |
| Interceptions              | 4                | Jazz de l'Utah                                               | 5 avril 2015               |
| Contres                    | 2                | 4 fois                                                       |                            |
| Balles perdues             | 5                | Celtics de Boston                                            | 20 février 2015            |
| Minutes jouées             | 48               | @ Mavericks de Dallas                                        | 29 mars 2014 6 avril 2014  |

- Double-double : 1 (au terme de la Saison NBA 2015-2016)
- Triple-double : aucun.

## Palmarès
- Joueur de l'année de la conférence Horizon League en 2013
- 2× First-team All-Horizon League (2012, 2013)
- Horizon League Newcomer of the Year (2011)
- McDonald's High School All-American (2010)
- Second-team Parade All-American (2010)

## Salaires
| Année       | Équipe    | Salaire     |
| ----------- | --------- | ----------- |
| 2014-2015   | Kings     | 816 482 $   |
| 2015-2016   | Spurs     | 947 276 $   |
| 2015-2016   | Grizzlies | 111 444 $   |
| Total Gains |           | 1 875 202 $ |